# 07 Vestur
07 Vestur är en färöisk fotbollsklubb från Sandavágur och Sørvágur, och grundades 2007. 

## Meriter
- 1. deild: 5
1999, 2002, 2008, 2010, 2012

## Placering tidigare säsonger
| Säsong | Nivå | Liga            | Placering | Webbplats | Kommentar                      |
| ------ | ---- | --------------- | --------- | --------- | ------------------------------ |
| 2010   | 2    | 1. deild        | 1         | [ 1 ]     | Uppflyttad till Premier League |
| 2011   | 1    | Vodafonedeildin | 9         | [ 2 ]     | Nedflyttad till 1. deild       |
| 2012   | 2    | 1. deild        | 1         | [ 3 ]     | Uppflyttad till Premier League |
| 2013   | 1    | Effodeildin     | 10        | [ 4 ]     | Nedflyttad till 1. deild       |
| 2014   | 2    | 1. deild        | 3         | [ 5 ]     |                                |
| 2015   | 2    | 1. deild        | 3         | [ 6 ]     |                                |
| 2016   | 2    | 1. deild        | 2         | [ 7 ]     | Uppflyttad till Premier League |
| 2017   | 1    | Effodeildin     | 9         | [ 8 ]     |                                |
| 2018   | 1    | Betrideildin    | 10        | [ 9 ]     | Nedflyttad till 1. deild       |
| 2019   | 2    | 1. deild        | 4         | [ 10 ]    |                                |
| 2020   | 2    | 1. deild        | 2         | [ 10 ]    | Uppflyttad till Premier League |
| 2021   | 1    | Betrideildin    | 6         | [ 11 ]    |                                |
| 2022   | 1    | Betrideildin    | 7         | [ 12 ]    |                                |
| 2023   | 1    | Betrideildin    | 5.        | [ 13 ]    |                                |
| 2024   | 1    | Betrideildin    | 6         | [ 14 ]    |                                |

### Fotnoter
1. ↑  http://www.rsssf.com/tablesf/far2010.html#1d
2. ↑  http://www.rsssf.com/tablesf/far2011.html
3. ↑  http://www.rsssf.com/tablesf/far2012.html#1d
4. ↑  http://www.rsssf.com/tablesf/far2013.html
5. ↑  http://www.rsssf.com/tablesf/far2014.html#1d
6. ↑  http://www.rsssf.com/tablesf/far2015.html#1d
7. ↑  http://www.rsssf.com/tablesf/far2016.html#1d
8. ↑  http://www.rsssf.com/tablesf/far2017.html
9. ↑  http://www.rsssf.com/tablesf/far2018.html
10. 1 2  http://www.rsssf.com/tablesf/far2019.html#1d
11. ↑  http://www.rsssf.com/tablesf/far2021.html
12. ↑  http://www.rsssf.com/tablesf/far2022.html
13. ↑  http://www.rsssf.com/tablesf/far2023.html
14. ↑  http://www.rsssf.com/tablesf/far2024.html